# Marie-Claire Nnana
Marie-Claire Nnana est une personnalité du monde médiatique camerounais, journaliste et directrice générale de la Sopécam.

## Biographie

### Enfance, éducation et débuts
Marie Claire Nnana est journaliste diplômée de l’École supérieure de journalisme de Lille.

### Carrière
Marie Claie Nnana est nommée directrice générale de la Sopécam en 2002,,.
Elle écrit des éditoriaux pour le quotidien Cameroon Tribune,. 
La Sopécam éditant aussi des quotidiens privés, lorsque la nuit du 13 avril 2003 la disquette avec l’édition du lendemain du quotidien privé Mutations intitulée « L’après-Biya » est saisie par la gendarmerie dans les ateliers de la Sopécam, elle déclare : « Nous avons l’obligation de veiller à protéger nos intérêts ».
Elle est accusée par certains journalistes de faire le jeu du tribalisme dans ses éditoriaux,,.
Le 03 juin 2024, elle écrit au président de la République à la suite d'une convocation d'un conseil d'administration extraordinaire de la Sopécam,. Elle approuve le 31 mai 2024 la parution de la liste des membres du staff des lions indomptables de la Fecafoot, durant le conflit qui oppose Samuel Eto'o au ministère des sports. 